# 天氣預報員冰原島峰
75°30′S 71°45′W / 75.500°S 71.750°W
天氣預報員冰原島峰（英語：Weather Guesser Nunataks），是南極洲的冰原島峰，位於帕爾默地，處於托馬斯山脈西北面18公里，由美國探險隊發現和拍攝空中照片，現時由南極條約體系管理。